# Henry Jamet
Pour les articles homonymes, voir Jamet.
Ne doit pas être confondu avec Henri Jamet.
Henry Louis Jamet, né le 8 janvier 1899 à Lyon (6e arrondissement) et mort à Bernex en Suisse le 10 octobre 1967, est un écrivain, libraire et éditeur français, collaborateur durant l'Occupation.  

## Biographie
Fils de Hélène et du manufacturier lyonnais Louis Abel Jamet. Dès 1921, Henry Jamet devient président des étudiants proches du parti Action française pour la région de Lyon ; il organise de nombreuses conférences dont avec Henri Ghéon.
Il termine ses études de droit et devient avocat.
En octobre 1934, il fonde avec son épouse, Annie Jamet (née Anne-Marie Dumail, à Libourne le 22 février 1905), au 220 boulevard Pereire, les « Conférences du cercle Rive Gauche » ; Annie Jamet, hyperactive, réunit dans divers lieux du quartier Saint-Germain, René Belin, Georges Blond, Robert Brasillach, Georges Bernanos, Thierry Maulnier, Lucien Rebatet, entre autres, et soutenant Charles Maurras. En 1938, le cercle se rapproche du périodique Je suis partout. Annie Jamet, qui avait invité Leni Riefenstahl le 27 janvier 1938, meurt le 25 février suivant, âgée de 33 ans, laissant six enfants. Henri Jamet reprend les conférences dès l'été suivant,.
Durant l'été 1940, au moment de l'Occupation, Henri Jamet transforme le café d'Harcourt, situé 47 boulevard Saint-Michel, en une librairie appelée Rive-Gauche, y organisant de nombreuses dédicaces. Elle devient une librairie franco-allemande à partir d'avril 1941, avec comme codirecteur Karl Franck — et la bénédiction de Gerhard Hibbelen et d'Otto Abetz L'inauguration eut lieu en présence de Rudolf Schleier (de), Karl Epting, et Abel Bonnard. La librairie subit un attentat à la bombe en novembre 1941, organisé par le Colonel Fabien. En 1943, elle obtient l'exclusivité du droit d'exportation du livre français vers l'Allemagne.
Le 17 mars 1942, il fonde une société avec Louis Thomas, et surtout René Lelief et Albert Lejeune, les Éditions Balzac, laquelle, dans le cadre de l'aryanisation, reprend le capital des éditions Calmann-Lévy en janvier 1943 et qu'elle débaptise. En novembre 1943, Jamet lance le magazine littéraire La Chronique de Paris, une édition luxueusement illustrée, qui comptera 9 numéros jusqu'en juillet 1944, avec à la rédaction en chef, Brasillach. En juin 1943, il annonce lancer le grand prix Balzac doté de 100 000 francs ; il fut attribué en avril 1944 à Jean-Marie Aimot.
Le 20 mai 1944 à la mairie de Paris 17e, il épouse Mariette Guillien. Fin août 1944, la librairie Rive-Gauche est pillée et ferme définitivement. Reconnu comme collaborateur, Henry Jamet, selon la presse issue de la Résistance, serait parvenu à s'enfuir en Allemagne, à Sigmaringen.
Le 9 septembre 1944, le Syndicat des Éditeurs décide l'exclusion de Bernard Grasset, Gilbert Baudinière, Fernand Sorlot, Jacques Bernard (des éditions du Mercure de France), Jean de la Hire et Henry Jamet.
Dans la tourmente, Jean de la Hire parvient à aider Henry Jamet à passer en Suisse où celui-ci meurt en 1967, après un séjour chez les pères maristes de Marseille, affublé d'un faux nom et chargé de surveiller des élèves.

Aux yeux de l'avocat Henry Torrès, le cercle Rive Gauche prépara les esprits à la collaboration, dès avant la guerre, :

« À Paris, Otto Abetz avait institué, sous le signe du rapprochement, des « échanges de points de vue ». C’est en général à « Rive Gauche » que l'on se rencontrait. Des savants conférenciers venus de Berlin célébraient avec ferveur les institutions du Reich. Brasillach dénigrait les nôtres avec passion. Un soir, on chanta en chœur avec Abetz des couplets nazis. Un autre soir, au cinéma Bonaparte, place Saint-Sulpice, Otto Abetz fit entendre Baldur von Schirach, le führer de la jeunesse. « Rive Gauche », « cercle d’études de la jeunesse intellectuelle », où le 14 décembre 1938 un de nos ministres (i.e. Anatole de Monzie) est venu parler avec cynisme de Talleyrand, était absolument à la dévotion d’Abetz »

.

## Ouvrage publié
- Un autre Bernanos, Lyon, E. Vitte, 1959.